# ナタリス・チャン
ナタリス・チャン（ナット・チャン、陳百祥、Natalis Chan、1950年12月3日 - ）は、香港生まれの男性歌手・俳優・司会者・プロデューサーである。セント・ジョセフ書院卒業。ナタリス・チャンの妻は元女優の黄杏秀。香港警察を支持している。

## 出演作品

### テレビドラマ (TVB)
- 青春熱潮（1978年）
- 楚留香（1979年） - 探偵 役
- 上海灘（1980年） - 警察 役
- 上海灘（続編）（1981年） - 医師 役
- 窈窕熟女（2005年） - 畢奇理（私立探偵） 役

### 番組司会 (TVB)
- 運財智叻星
- ミス香港小姐競選
- 萬千星輝賀台慶
- 翡翠歌星賀台慶（2005年、2007年）
- 15/16（ゲスト司会者）
- 奧運玩得叻
- 2008年北京オリンピック
- 叻歌正傳

### 映画
- 1983年：『花心大少』 Hong Kong Playboy
- 1984年：『青蛙王子』 Thr Frog Prince
- 1984年：『我愛羅蘭度』 I Love Lolanto
- 1987年：『マジッククリスタル』 Magic Crystal
- 1987年：『爛賭英雄』 Born To Gamble
- 1987年：『男たちのバッカ野郎』精裝追女仔 The Romancing Star
- 1988年：『精裝追女仔II』 The Romancing Star 2
- 1988年：『大話神探』 Sumbling Cops
- 1988年：『最佳損友』 The Crazy Companies
- 1988年：『最佳損友闖情關』 The Crazy Companies 2
- 1989年：『鬼媾人』 Ghost Fever
- 1989年：『危ない女たち』Doubles Cause Troubles
- 1989年：『嘩鬼有限公司』 Ghost Busting
- 1990年：『嘩鬼住正隔籬』 My Neighbors are Phantoms
- 1990年：『靚足100分』 Intercontinental Video Limited
- 1990年：『摩登如來神掌』
- 1990年：『富貴兵團』
- 1990年：『カジノ・シンジケート』
- 1991年：『五福星撞鬼』
- 1991年：『チャウ・シンチー 新精武門』
- 1992年：『漫畫威龍』
- 1992年：『ロイヤル・トランプ』 Royal Tramp
- 1992年：『チャウ・シンチーのロイヤル・トランプ2』 Royal Tramp 2
- 1992年：『チャウ・シンチーのキング・オブ・カンフー』
- 1993年：『ファイト・バック・トゥ・スクール3 秘密指令は氷の微笑』 Fight Back to School 3
- 1993年：『至尊卅六記 偷天換日』 Perfect Exchange
- 1993年：『詩人の大冒険』 - 祝枝山 役
- 1996年：『運財智叻星』 Twinkle Twinkle Lucky Star
- 1997年：『精装難兄難弟』 - 朱達華 役
- 1999年：『賭侠大戦拉斯維加斯』
- 2003年：『大丈夫』 - 楊能 役
- 2004年：『インファナル・アンフェア 無間笑』精装追女仔2004 Love is a Many Stupid Thing
- 2007年：『雀聖3自摸三百番』
- 2007年：『七擒七縱七色狼』 - Rocky 役
- 2008年：『大四喜』 協力俳優：鄧紫衣、元秋、ボスコ・ウォン、林子聰、モニカ・チャン、陳國坤、ティミー・ホン、ピンキー・チョン、倪玉珍、黄一飛、田啓文、劉以達、張達明

### その他
- エンジョイ・ユアセルフ・トゥナイト

## 音楽作品 (歌曲)
- 我至叻
- 肝膽相照（アラン・タムとのデュエット）
- PA PA O MA MA（アラン・タム、テディ・ロビン・クァン、アルバート・アウとの合唱）
- 伴你飛（アマンダ・リーとのデュエット）
- 馬照跳（2008年ナタリス・チャンのソロアルバムを収録）
- 男人心事（2008年ナタリス・チャンのソロアルバムを収録）
- 環給孩子（2008年ナタリス・チャンのソロアルバムを収録）

### テレビドラマ主題歌
- 分甘同味（アラン・タムとのデュエット）（TVBドラマ『総有出頭天』主題歌／1995年）
- 是是非非是是非（TVBドラマ『娯楽挿班生』主題歌／1995年）
- 運財有福星（運財至叻星）（TVBドラマ『天降財神』主題歌／1996年）
- 一起跟我唱（TVBドラマ『楽壇挿班生』主題歌／1997年）
- 她的主義（TVBドラマ『窈窕熟女』主題歌／2005年）